# Лука Вукалович
Лука Вукалович (на сръбски: Лука Вукаловић) е херцеговински първенец, ръководител на три въстания срещу османската власт в периода между 1852 и 1862 година.

## Биография
Вукалович е роден през 1823 в рода на старейшини от херцеговинското племе зубци. Като млад усвоява тюфекчийския занаят, държи дюкян в Плоче край Дубровник. Освен с производство и продажба на оръжие търгува с добитък и контрабанден тютюн, благодарение на което натрупва значително благосъстояние. След кончината на баща си е избран за ръководител („капетан“) на областта Зупци, разположена на границата с Черна гора и австрийска Далмация. През 1852 оглавява въстание срещу опита на османските власти да обезоръжат християните. За втори път се вдига на оръжие през 1858 година, този път в съюз с черногорския княз Данило, който го назначава за войвода на граничните области Зупци, Крушевица и Драчевица. Извоюва данъчни облекчения и изтегляне на османските войски от въстаналите области, но скоро влиза в конфликт с новия черногорски княз Никола, а поражението на Черна гора през 1862 го принуждава да се подчини на османците. Притиснат между черногорците и херцеговинските мюсюлмани, през 1865 е принуден да емигрира в Русия. Там влиза във връзка със славянофилите и участва в проектите им за общо въстание на сърби и българи. Умира в изгнание през 1873 година.